# Perchlorate de strontium
Le perchlorate de strontium est un composé chimique de formule brute Sr(ClO4)2.

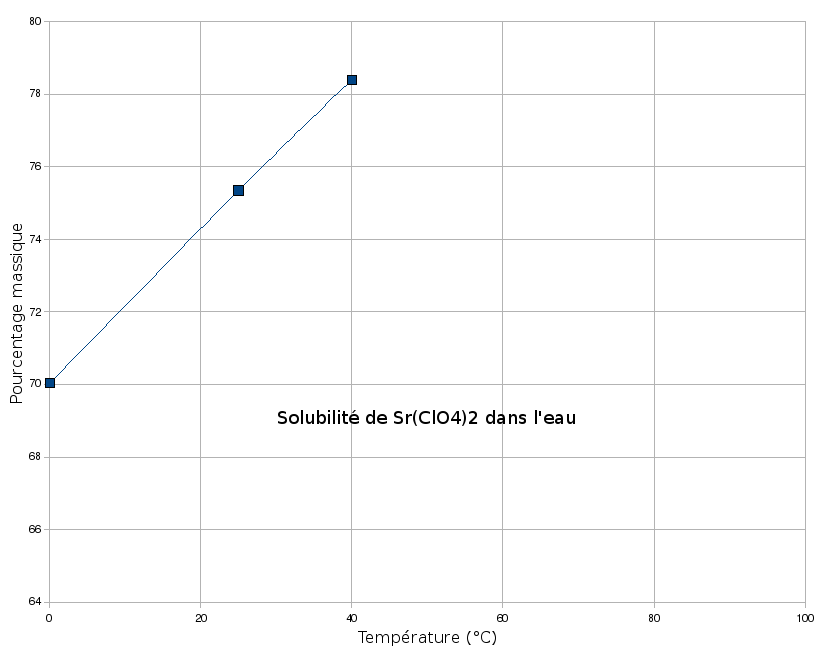
Solubilité dans l'eau